# Saint-Louis (Alt Rin)
 Saint-Louis  (en alemany Sankt Ludwig) és un municipi francès, situat a la regió del Gran Est, al departament de l'Alt Rin. L'any 2006 tenia 20.321 habitants. Limita al nord-oest amb Bartenheim, al nord Rosenau, al nord-est amb Village-Neuf, a l'oest amb Blotzheim, a l'est amb Huningue, al sud-oest amb Hégenheim i Hésingue, i al sud amb Basilea. Està dividida en cinc barris:
- Centre-Ville
- Bourgfelden
- Neuweg i La Chaussée
- Michelfelden

## Demografia
| 1962   | 1968   | 1975   | 1982   | 1990   | 1999   |
| ------ | ------ | ------ | ------ | ------ | ------ |
| 12.378 | 14.845 | 18.007 | 18.682 | 19.547 | 19.973 |

## Administració
| Període   | Identitat        | Partit |
| --------- | ---------------- | ------ |
| 1965-1971 | Georges Gissy    |        |
| 1971-1987 | Théo Bachmann    |        |
| 1987-1989 | Adolphe Cronimus |        |
| 1989-     | Jean Ueberschlag | UMP    |